# Réserve naturelle de Sommervatnet
La réserve naturelle de Sommervatnet est une réserve naturelle norvégienne située dans la commune d'Evenes, Nordland. La réserve naturelle a une superficie de 15.5 hectares, dont 8,5 hectares d'eau douce. La zone est protégée afin de préserver une importante zone humide ainsi que la végétation et la faune qui y sont associées.
En 2011, la réserve ainsi que 4 autres réserves naturelles ont été désignées comme site ramsar sous le nom commun de Systéme de zones humides d'Evenes.